# 고정훈 (천도교인)
고정훈(高定勳, 1920년 4월 20일 ~ 2012년 1월 26일)은 대한민국의 천도교 교육자이다.

## 생애
본관은 제주(濟州)이고 호는 정암(正菴)이며 경상남도 남해 출생이다. 천도교 종법사와 천도교 교령과 대한천도교교육자협회 회장을 지냈다.

## 주요 경력
- 前 대한천도교교육자협회 회장(1967년 ~ 1997년)